# 真紅の輪
『真紅の輪』（しんくのわ、The Crimson Circle  ）は、1922年に発表されたエドガー・ウォーレスの長編推理小説。
謎の秘密結社「真紅の輪（クリムゾン・サークル）」とロンドン警視庁との対決の描いた犯罪小説（スリラー）である。

## あらすじ
ジェイムズ・ビアードモアは「真紅の輪」を名乗る謎の結社から１０万ポンド払えという脅迫文を受け取る。超能力者イエールとパー警部がタッグを組み正体不明の犯罪結社に挑む。

## 主な登場人物
- ジェイムズ・ビアードモア - 「真紅の輪（クリムゾン・サークル）」に脅迫されている実業家。息子ジャックの忠告を無視し、支払を拒絶する。
- ジャック（ジョン） - ジェイムズの息子で父親と同居している青年。隣のフロイアント家で働くタリアに恋している。
- ハーヴェイ・フロイアント - ビアードモアの隣人で仕事仲間の実業家。タリアを秘書として雇い、こき使っている。
- タリア・ドラモント - フロイアントの秘書を務める女性。実はコソ泥で、逮捕された後に安宿の女主人から契約解除を申し渡される。
- ブラバゾン頭取 - 銀行家。安宿を追い出されたタリアを雇用する。
- フィリックス・マール - 投資家。エナメルのロングブーツを履いて着飾り、召使付きの邸宅に住む富豪。ビアードモア家を不動産取引のため訪問する。
- デリク・イエール - 超能力（サイコメトリー能力）を持つと噂の私立探偵。ビアードモア父子の家に滞在中。
- パー警部 - ロンドン警視庁の刑事。イエール探偵とコンビを組み「真紅の輪」の捜査をするが、結果が出ずマスコミや上司に叩かれている。
- モートン警視総監 -ロンドン警視庁の総監で、「真紅の輪」の尻尾を掴めないパー警部を叱責する。

## 内容
- ウォーレスの人気作の一つでThe People's Story Magazineに連載された[1]。何度も映画化されたスリラー作品で、ドイツでも舞台と人物を自国に翻案した映画が制作されている[2]。
- 戦前に翻訳本が無く、21世紀になって和訳が出たウォーレスの最初の長編である[3]。

## 日本語訳書
- 『真紅の輪』 福森典子訳、論創社、2015年 ISBN 978-4-8460-1426-1